# لورانس هارفي
لورانس هارفي (بالإنجليزية: Lawrence Harvey)‏ (30 نوفمبر 1972 بإنجلترا في المملكة المتحدة - ) هو لاعب كرة قدم بريطاني في مركز الوسط. شارك مع منتخب جزر تركس وكايكوس لكرة القدم. أما مع النوادي، فقد لعب مع KPMG United FC ‏.

## وصلات خارجية
- لورانس هارفي على موقع الاتحاد الدولي (مؤرشف)  (الإنجليزية)
- لورانس هارفي على موقع قاعدة بيانات كرة القدم.إي يو (الإنجليزية)
- لورانس هارفي على موقع ناشيونال فوتبول تيمز (الإنجليزية)